# Una Noche con Rubén Blades
Una Noche con Rubén Blades (A Night with Rubén Blades) è il primo album jazz dal vivo degli artisti Wynton Marsalis e Rubén Blades. L'album ha ricevuto una nomination ai Grammy Award per il miglior album di jazz latino.  Ha raggiunto la posizione 39 nella classifica Billboard Top Latin Albums.

## Tracce
1. Carlos Henriquez Introduction – 0:38
2. Ban Ban Quere – 6:30
3. Too Close for Comfort – 5:55
4. El Cantante – 8:43
5. I Can’t Give You Anything But Love – 6:40
6. Apóyate en Mi Alma – 5:50
7. Pedro Navaja – 8:09
8. Begin the Beguine – 7:39
9. Sin Tu Cariño – 7:48
10. Rubén’s Medley: Ligia Elena/El Número 6/Juan Pachanga – 12:06
11. Patria (Encore) – 6:52